# Glomeris cingulata
Glomeris cingulata är en mångfotingart som beskrevs av Carl Ludwig Koch 1847. Glomeris cingulata ingår i släktet Glomeris och familjen klotdubbelfotingar. Utöver nominatformen finns också underarten G. c. intercedens.